# Manuel Roffo
Manuel Roffo (Teodelina, Provincia de Santa Fe; 4 de abril de 2000) es un futbolista argentino. Juega como arquero y su equipo actual es Instituto de la Primera División de Argentina.

## Trayectoria

### Boca Juniors
Luego de iniciarse en el fútbol en su pueblo natal, de la Provincia de Santa Fe, se mudó a la Ciudad de Buenos Aires, llegando así a las inferiores xeneizes en el año 2012,de la mano de Diego Mazzilli captador de Boca Juniors.
Inmediatamente causó impacto en la 9.ª división juvenil del xeneize. Sus destacadas actuaciones en esta división y voz de mando le permitieron convertirse en capitán del equipo, algo que se repitió en la 8.ª división y en la 7.ª, en donde además sus equipos fueron campeones.
En el año 2015 avanza hacia la 5.ª división, siendo uno de los futbolistas más jóvenes de la misma, por pedido expreso del entrenador actual de la Reserva del club, Rolando "Flaco" Schiavi. Ese mismo año, es convocado por el director técnico de la Selección de fútbol sub-15 de Argentina, Walter Coyette para disputar el Campeonato Sudamericano de Fútbol Sub-15 de 2015 en Colombia.
Disputó un total de seis partidos en el torneo, siendo titular siempre. Argentina se quedó con la tercera posición del torneo al perder las semifinales con su par de Uruguay y ganarle el partido disputa por el tercer puesto a Ecuador.
Es convocado a la Selección de fútbol sub-17 de Argentina a disputar el Campeonato Sudamericano de Fútbol Sub-17 de 2017, celebrado en Chile.
En dicho torneo fue titular un total de 4 partidos, en los cuales se desenvolvió como capitán del equipo. Argentina no cosechó grandes resultados y quedó afuera de la Copa Mundial de Fútbol Sub-17 de 2017 disputada en la India.
Unos meses más tarde fue convocado a disputar la Copa Mundial de Fútbol Sub-20 de 2017 por Claudio Ubeda, director técnico de aquel entonces, con la curiosidad de haber sido llamado teniendo tan solo 17 años.
En dicho torneo fue el tercer equipo del elenco argentino. No tuvo minutos de participación y su selección quedó eliminada en fase de grupos.
En el año 2017 es convocado por el entrenador de la Primera del equipo, Guillermo Barros Schelotto a afrontar la pretemporada que el club xeneize realizó en la ciudad paraguaya Ciudad del Este.
Sus buenas actuaciones en las juveniles de Boca y de Argentina posaron sobre él los ojos de destacados clubes de las grandes ligas de Europa, como el Barcelona.

### Tigre
Debido a la falta de oportunidades en el arco de Boca, el 26 de marzo de 2021 rescinde su contrato con el club Xeneize, llegando en condición de libre al matador y firmando un contrato por 2 años.

### Instituto
Luego de quedar libre de tigre, en 2023 roffo llegó Instituto de Córdoba donde logró afianzarse en el once titular del equipo dirigido por Diego Dabove.

## Selección nacional

### Participaciones internacionales con juveniles
| Torneo                   | Sede     | Resultado      | Partidos | Goles Recibidos |
| ------------------------ | -------- | -------------- | -------- | --------------- |
| Sudamericano Sub-15 2015 | Colombia | Tercer lugar   | 6        | 3               |
| Sudamericano Sub-17 2017 | Chile    | Fase de grupos | 4        | 4               |

| Torneo                      | Sede          | Resultado        | Partidos | Goles Recibidos |
| --------------------------- | ------------- | ---------------- | -------- | --------------- |
| Copa Mundial Sub-20 de 2017 | Corea del Sur | Fase de grupos   | 0        | 0               |
| Copa Mundial Sub-20 2019    | Polonia       | Octavos de final | 4        | 6               |

## Estadísticas

### Clubes
- Actualizado hasta el 20 de julio de 2025

| Club                 | Div.                | Temporada           | Liga | Liga | Liga | Copa nacional | Copa nacional | Copa nacional | Copa internacional | Copa internacional | Copa internacional | Total | Total | Total |
| Club                 | Div.                | Temporada           | PJ   | GR   | VI   | PJ            | GR            | VI            | PJ                 | GR                 | VI                 | PJ    | GR    | VI    |
| -------------------- | ------------------- | ------------------- | ---- | ---- | ---- | ------------- | ------------- | ------------- | ------------------ | ------------------ | ------------------ | ----- | ----- | ----- |
| Boca Juniors         | 1.ª                 | 2018                | 0    | 0    | 0    | 0             | 0             | 0             | 0                  | 0                  | 0                  | 0     | 0     | 0     |
| Boca Juniors         | 1.ª                 | 2019                | 0    | 0    | 0    | 0             | 0             | 0             | 0                  | 0                  | 0                  | 0     | 0     | 0     |
| Boca Juniors         | 1.ª                 | 2020                | 0    | 0    | 0    | 0             | 0             | 0             | 0                  | 0                  | 0                  | 0     | 0     | 0     |
| Boca Juniors         | Total               | Total               | 0    | 0    | 0    | 0             | 0             | 0             | 0                  | 0                  | 0                  | 0     | 0     | 0     |
| Tigre                | 2.ª                 | 2021                | 13   | 8    | 7    | 1             | 1             | 0             | -                  | -                  | -                  | 14    | 9     | 7     |
| Tigre                | 1.ª                 | 2022                | 15   | 16   | 3    | 0             | 0             | 0             | -                  | -                  | -                  | 15    | 16    | 3     |
| Tigre                | Total               | Total               | 28   | 24   | 10   | 1             | 1             | 0             | -                  | -                  | -                  | 29    | 25    | 10    |
| Instituto de Córdoba | 1.ª                 | 2023                | 25   | 22   | 11   | 1             | 2             | 0             | -                  | -                  | -                  | 26    | 24    | 11    |
| Instituto de Córdoba | 1.ª                 | 2024                | 41   | 48   | 12   | 1             | 2             | 0             | -                  | -                  | -                  | 42    | 50    | 12    |
| Instituto de Córdoba | 1.ª                 | 2025                | 19   | 27   | 6    | 2             | 0             | 2             | -                  | -                  | -                  | 21    | 27    | 8     |
| Instituto de Córdoba | Total               | Total               | 85   | 97   | 29   | 4             | 4             | 2             | -                  | -                  | -                  | 89    | 101   | 31    |
| Total en su carrera  | Total en su carrera | Total en su carrera | 113  | 121  | 39   | 5             | 5             | 2             | 0                  | 0                  | 0                  | 118   | 126   | 41    |

## Palmarés

### Campeonatos nacionales
| Título           | Equipo | País      | Año  |
| ---------------- | ------ | --------- | ---- |
| Primera Nacional | Tigre  | Argentina | 2021 |